# Stanisław Tunikowski
Stanisław Tunikowski (ur. 3 października 1908 w Kutach, zm. 29 grudnia 1979 w Rodezji) – polski oficer.

## Życiorys
Urodził się 3 października 1908 w Kutach. Ukończył studia prawnicze na Wydziale Prawa Uniwersytetu Jana Kazimierza we Lwowie. Był właścicielem majątku na Pokuciu.
Podczas II wojny światowej służył w Samodzielnej Brygadzie Strzelców Karpackich. Był oficerem Polskich Sił Zbrojnych.
Po wojnie pozostał na emigracji i zamieszkiwał w afrykańskiej Rodezji. Udzielał się w życiu tego kraju. Zmarł tamże 29 grudnia 1979. Jego imieniem nazwano tam most.